# Anthomuda poorei
Anthomuda poorei is een pissebed uit de familie Antheluridae. De wetenschappelijke naam van de soort is voor het eerst geldig gepubliceerd in 1990 door Müller.